# Манден (Канзас)
Манден (енгл. Munden) град је у америчкој савезној држави Канзас.

## Демографија
По попису из 2010. године број становника је 100, што је 22 (-18,0%) становника мање него 2000. године.
| Група             | 2000.       | 2010.        |
| Белци             | 120 (98,4%) | 100 (100,0%) |
| Афроамериканци    | 0 (0,0%)    | 0 (0,0%)     |
| Азијати           | 0 (0,0%)    | 0 (0,0%)     |
| Хиспаноамериканци | 2 (1,6%)    | 0 (0,0%)     |
| Укупно            | 122         | 100          |